# عائشة لبيب
عائشة لبيب أو عائشة نجيب، هي زوجة محمد نجيب أول رئيس لجمهورية مصر العربية ووالدة أبنائه فاروق، علي، يوسف.

## حياتها
«عائشة لبيب» هي الزوجة الثانية لـ«نجيب»، لم يتحدث الرئيس عنها إلا قليلا بكتابه «كنت رئيسا لمصر»، تزوجها نجيب في عام 1934، بعد أن طلق زوجته الأولى بأربعين يوما فقط، وهي ابنة قائد عسكري راحل من سلاح الفرسان.
عاشت «عائشة» مع الرئيس فترة حكمه واستقبلت الرؤوساء والملوك والحكام، في فترة تولي نجيب رئاسة الجمهورية على مدار 19 شهرا من 18 يونيو 1953 حتى تاريخ إقالته في 14 نوفمبر 1954، حيث عرفت بعد تولي نجيب الحكم باسم «عائشة هانم».
كانت السيدة عائشة تعيش مع أمها الأرملة وثلاث بنات آخريات هن بالترتيب عزيزة وفاطمة وخديجة، في بيت كبير بمنطقة حلمية الزيتون، وهو نفس الحي الذي عاش فيه نجيب مع زوجته فيما بعد، وكانت عائشة تعيش في ظروف مادية سيئة بجانب عدد كبير من الديون، حيث ذكر نجيب أن عائلتيه تعيش على 80 جنيها في الشهر، رغم أن ثروتها 512 فدانا، لكن تحت إشراف القضاء ووزارة الأوقاف.
في أول زواجه بعائشة سافر نجيب إلى العريش بسيناء لقضاء خدمة في مطاردة المهربين بالجيش، وأنجب منها أولاده الذكور الثلاثة فاروق وعلي ويوسف، وكانت أخت صديقه المهندس محمود لبيب.
انتقلت عائشة لبيب مع زوجها للإقامة معه في فيلا زينب الوكيل بمنطقة المرج بالقاهرة بعد إقالته من الحكم وتحديد إقامته عام 1954، عانت في أواخر حياتها من مرض السمنة المفرطة.
توفيت عائشة عام 1971 بعد وفاة ابنها علي بسنتين الذي قُتل في حادث مدبر بألمانيا.